# 武王 (楚)
武王（ぶおう）は、中国の春秋時代の楚の君主。姓は羋、氏は熊。諱は徹。文王の父。

## 生涯
霄敖の子として生まれた。紀元前741年、兄王の蚡冒が死去すると、兄の子を殺して即位した。武王35年（紀元前706年）、随を攻撃した。武王37年（紀元前704年）、沈鹿に諸侯を召集し、参集しなかった黄と随を攻撃した。周の桓王に昇爵を要求したが拒否され、王号を自称した。武王38年（紀元前703年）、巴とともに鄾を包囲し、鄧軍を撃破した。武王41年（紀元前700年）、絞を攻撃して破り、和を結んで凱旋した。。武王42年（紀元前699年）、屈瑕に羅を攻撃させたが、楚軍は敗れて、屈瑕は自殺した。
武王51年（紀元前690年）、随を攻めた際に病没した。